# 대사정석
대사정석(great slant pattern) 또는 대사백변은 외목 착점에 날일자로 걸쳐올 때 눈목자로 씌우는 과정에서 시작되는 정석이다.